# Cold Brayfield
Cold Brayfield är en civil parish i kommunen Milton Keynes i Storbritannien. Den ligger i grevskapet Buckinghamshire och riksdelen England, i den södra delen av landet, 80 km norr om huvudstaden London.